# Barkas (familie)
Barkas-familien (Punisk: 𐤁𐤓𐤒, transskription: baraq) var en af de mest prominente og betydningsfulde punisk (fønikisk) familie i antikkens Karthago. Mange af familiens medlemmer var bittere fjender af den Romerske Republik. Som nogle af Roms største fjende blev familien kendt under tilnavnet Barka eller Barkas, som betyder lyn og refererer til deres evner som militærleder og beslutningsdygtige politiker. Se برق, (barq) på arabisk, berqa på maltesisk, akkadisk (alias assyrisk, babylonsk, Barku ) og nyassyrisk syrisk (Barkho). En anden tolkning er, at navnet Barkas stammer fra "Baruk", der betyder "velsignet" og indikerer en særlig beskyttelse fra guderne. "Barkas" er derfor ikke et egentligt efternavn, der angiver en familie eller en slægt.
De meste kendte medlemmer af familien var Hamilkar Barkas (275-228 f.Kr.) – der tjente som karthagisk general under den Første Puniske Krig (264-241 f.Kr.) og i den efterfølgende Lejesoldatskrig (240-238 f.Kr.) – og Hamikars søn Hannibal Barkas, som tjente under den Anden Puniske Krig og regnes som en af antikkens største generaler.

## Baggrund
I løbet af det 3. århundrede f.Kr. udgjorde Barkas-familien en af de førende fønikiske familier i det regerende oligarki i Karthago. Efter de havde indset, at den Romerske Republiks ekspansion i Middelhavet truede Karthagos handelsmagt, kæmpede de først under den Første Puniske Krig (264-241 f.Kr.) og var efterfølgende en central del af den Anden Puniske Krig (218-201 f.Kr.).
Medlemmer af Barkas-familien grundlagde flere karthagiske byer på den Iberiske Halvø (det moderne Spanien og Portugal), hvoraf nogle stadig eksisterer i dag. Bemærk for eksempel Mahón og Qart Hadast (mere berømt under den latinske oversættelse af navnet: "Carthago Nova" eller "Ny Karthago"), som i dag bærer navnet Cartagena i det moderne Spanien. Navnet gives også ofte som en etymologi for den catalanske by Barcelona.

## Familie-medlemmer
Patriarken, Hamilkar Barkas (275-228 f.Kr.), tjente som karthagisk general under den Første Puniske Krig (264-241 f.Kr.) og i den efterfølgende Lejesoldatskrig (240-238 f.Kr.). Efter sigende fik han sin ældste søn Hannibal til at sværge en hellig ed på et alter af guderne til "aldrig at være en ven af Rom". Efter den romerske sejr i forbindelse med den Første Puniske Krig udvidede han Karthagos besiddelser i Hispania (det moderne Spanien og Portugal ).
Hamilkar Barkas og hans kone (navn er ukendt) havde seks børn. Deres tre sønner blev hver især berømte militærledere, mens deres tre døtre giftede sig med familiens allierede:
- Hans ældste datter (navn er ukendt) giftede sig med Bomilkar og blev mor til Hanno.
- Hans 2. ældste datter (navn er ukendt), giftede sig med Hasdrubal den Smukke.
  - Hasdrubal den Smukke (ca. 270-221 f.Kr.), som var Hamilkars svigersøn, fulgte Hamilkar i hans forskellige felttog mod slutningen af den Første Puniske Krig og i hans efterfølgende erobringskampagne i Hispania. Efter Hamilkars død (228 f.Kr.) fik Hasdrubal kommandoen over Hamilkars hær og lykkes med udvidede det nyerhvervede territorium gennem dygtig diplomati. Han konsoliderede det med grundlaget af Carthago Nova, som han etablerede som hovedstaden i den nye provins i Hispania. Som følge af en traktat med Rom fastsatte han floden Ebro som grænsen mellem de to magter. Han blev dræbt af en keltisk snigmorder.
- Hans yngste datter (navn er ukendt) giftede sig med Naravas, som var en numidisk høvding. Hendes formodede navn Salammbo er faktisk[1] titlen på en bog skrevet af Gustave Flaubert .
- Den ældste søn Hannibal (247-182 f.Kr.) var en af de bedste og mest berømte generaler i antikken – og uden tvivl den største fjende af den Romerske Republik. Han vandt det berømte slag ved Cannae (216 f.Kr.), men tabte det afgørende slag ved Zama (202 f.Kr.). Hannibal opnåede berømmelse for sin krydsning af Alperne med 60.000 soldater og 38 krigselefanter.
- Hasdrubal (245-207 f.Kr.), var Hamilkars anden ældste søn, som forsvarede de karthagiske byer i Hispania, efter Hannibal var rejst til Italien i 218 f.Kr. Han blev dræbt i 207 f.Kr. i forbindelse med Slaget ved Metaurus, idet han forsøgte at lede nogle forstærkninger til sin bror Hannibal.
- Mago (også stavet Magon) (243-203 f.Kr.), var Hamilkars tredje søn, som var til stede ved de fleste af sin berømte brors kampe og spillede en nøglerolle i mange af dem. Han kommanderede ofte de styrker, der spillede en "afgørende" rolle.